# United Auto Workers
The International Union, United Automobile, Aerospace and Agricultural Implement Workers of America, mer känt som United Auto Workers (UAW), är en facklig organisation som representerar arbetstagare i USA och Puerto Rico. Detta grundades år 1935 för att företräda arbetstagarna i biltillverkningsindustrin, UAW-medlemmarna under 2000-talet arbetar i branscher som är så mångskiftande som hälsovård, kasinospel och högre utbildning. Huvudkontoret ligger i Detroit, Michigan, förbundet har cirka 800 lokala fackföreningar, som förhandlade 3100 med ungefär 2000 arbetsgivare.